# Политическое консультирование
Политическое консультирование (политический консалтинг) — одна из сфер применения технологий по связям с общественностью, заключающаяся в оказании профессиональной помощи нуждающимся в ней категории граждан, и в решении ими определённых политических задач.

## Определения
В специальной литературе встречается большое количество определений политического консалтинга. Согласно А. П. Ситникову и Е. Г. Морозовой политический консалтинг — это «профессиональная деятельность по интеллектуальному и организационному обеспечению политических кампаний посредством создания и реализации высокоэффективных технологий».
Чаще всего политический консалтинг ассоциируется с профессиональными услугами в области предвыборных кампаний. Однако, существуют определения, связывающие политическое консультирование с обеспечением деятельности политических субъектов уже находящихся у власти. Так, например, Д. Ольшанский и В. Пеньков отождествляют политических консультантов с организаторами «паблик рилейшнз, специализирующихся на создании атмосферы доверия отдельных индивидов, социальных групп к органам государственной власти, местного самоуправления, а также к политическим партиям, политическим фракциям в представительных органах власти, общественно-политическим организациям и отдельным политикам».
В сферу практического политического консалтинга входит как консультирование клиентов по политическим вопросам, разработка и воплощение медиа-стратегий, проведение политических (в том числе избирательных) кампаний, так и создание и реализация стратегий и технологий организации общественных движений, партий, реализации гражданских инициатив.
Как в российской так и в международной политической науке и практике, политическими консультантами называют представителей нескольких смежных профессии, что связано с тем, что профессий сферы политического консалтинга стали обособляться относительно недавно. Политконсультанта отличает от политтехнолога степень встроенности в политическую кампанию. Политтехнолог-стратегист фактический руководитель такой кампании, а консультант выступает только как советник при кандидате или штабе кампании. Если политконсультант занимается консалтингом, то политтехнолог маркетингом. В романо-язычных странах и сам политконсалтинг принято называть политическим маркетингом.

## История
Политическое консультирование как вид деятельности, вероятно, появилось сразу же после появления политики и политиков. До появления профессиональных политических консультантов их называли советниками. Письмо Квинта Тулия Цицерона (младшего брата Марка Тулия Цицерона) «Краткое наставление по соисканию консульства» до сих пор является ценным пособием для подготовки кандидатов на выборные должности. Трактат известнейшего политтехнолога эпохи Возрождения Никколо Макиавелли «Государь» дал толчок к развитию современных политических технологий.
Среди предшественников современных политических консультантов чаще всего упоминают советника Томаса Джефферсона — Джона Бекли, который в 1796 году во время президентских выборов распространил 30 тыс. бюллетеней и листовок среди 12 тысяч избирателей штата Пенсильвания.
Первой консалтинговой фирмой следует считать калифорнийскую компанию супругов Клем Уайтекер и Леона Бакстер, которые с 1934 по 1958 гг. из 75 предвыборных кампаний выиграли 70. Считается, что Джозеф Наполитан был первым политическим консультантом, поскольку именно он в начале 60-х гг. двадцатого века ввел в широкий оборот сам термин.

## Основные технологии
- Стратегическое консультирование
- Опросы общественного мнения
- Спичрайтинг
- Имиджмейкинг
- Спин-докторинг
- Медиапланирование политической рекламы
- Организация предвыборных мероприятий
- Фандрайзинг

## Профессиональные ассоциации
Политические консультанты совместно с представителями других политических специальностей образуют ряд международных и национальных профессиональных объединения.
- Международная ассоциация политических консультантов.
- Российская ассоциация политических консультантов.
- Аргентинская ассоциация политического маркетинга.
- Европейская ассоциация политический консультантов.
- Ассоциация латиноамериканских политических консультантов.
- Канадская ассоциация политических консультантов.
- Бразильская ассоциация политических консультантов.
- Германская ассоциация политических консультантов.
- Американская Ассоциация политический консультантов.
- Ассоциация профессиональных политических консультантов Украина.